# Aleixo Ângelo Filantropeno
Aleixo Ângelo Filantropeno (em grego: Ἁλέξιος Ἂγγελος Φιλανθρωπηνός) foi um nobre bizantino que governou a Tessália de 1373 até ca. 1390 (de circa 1382 como um vassalo bizantino) com o título de césar.

## Biografia
Os Ângelos da Tessália ganharam destaque durante o governo de Simeão Uresis (r. 1359–1370), em que eles foram relacionados com a esposa dele. Quando Simeão morreu em 1370, ele foi sucedido por seu filho João Uresis (r. 1370–1373). João se preocupou mais com perseguições religiosas do que com o governo do Estado, e confiou os assuntos de Estado ao césar Aleixo. Eventualmente, provavelmente em 1372/1373, ele aposentou-se e foi morar em um mosteiro, deixando Aleixo como o governante da Tessália. Aleixo foi casado com Maria Angelina Radoslava, a filha do general sérvio Radoslau Hlapen e foi apoiado pelos poderosos magnatas locais.
Em cerca de 1382, Aleixo procurou a proteção do Império Bizantino, reconhecendo a suserania de Manuel Paleólogo, que no momento governava Salonica como um apanágio. Aleixo é registrado pela última vez em 1388, e deve ter morrido cerca de 1390, quando foi sucedido por seu filho (ou talvez irmão), Manuel. É registrado que em 1389, o "césar da Tessália" enviou ajuda ao governante de Janina, Esaú Buondelmonti contra as tribos albanesas do Epiro, e que suas forças conjuntas conseguiram uma grande vitória contra eles, mas não está claro se nesta data, Aleixo ainda estava vivo. Também ele ou, mais plausivelmente, Manuel, foi o avô do governante sérvio Miguel Anđelović e o grande vizir otomano Mamude Paxá Angelović.